# Albert Pellens
Albert Pellens (* 1893; † 1967 in Hameln) war ein deutscher evangelisch-lutherischer Theologe, Superintendent in Hameln, langjähriger Vorsitzender des Landesverbandes des Evangelischen Bundes Hannover und Namensgeber des Albert-Pellens-Preises.

## Leben
Albert Pellens studierte Evangelische Theologie an der Universität Göttingen. Dort wurde er 1912 Mitglied des Göttinger Wingolf. Nach dem Studium wirkte er als Gemeindepfarrer, ehe er 1935 Pastor der Marktkirche in Hameln wurde. Dieser stand er während des gesamten Zweiten Weltkrieges vor. Nach dem Krieg wurde Pellens der erste Superintendent des neu gegründeten Kirchenkreises Hameln sowie Vorsitzender des Landesverbandes des Evangelischen Bundes Hannover, ehe er 1961 in den Ruhestand versetzt wurde.
Da Pellens sich zeit seines Lebens für die Ökumene engagierte, wurde ihm zu Ehren der Albert-Pellens-Preis gestiftet, der vom Evangelischen Bund, dem Konfessionskundlichen und Ökumenischen Arbeitswerk der Evangelischen Kirche in Deutschland einmal im Jahr für theologische Arbeiten aus dem Bereich Konfessionskunde und Ökumenisches Lernen verliehen wird.